# 四川拉拉藤
四川拉拉藤（学名：Galium elegans var. nemorosum）为茜草科拉拉藤属下的一个变种。

## 扩展阅读
- 維基物種上的相關：四川拉拉藤